# Недељковић
Недељковић је српско патронимско презиме настало од мушког имена Недељко. Може се односити на следеће особе:
- Алекс Недељковић (1996), амерички професионални хокејаш
- Богољуб Недељковић (1920–1986), политичар
- Горан Недељковић (1982), веслач
- Милорад Недељковић (1883–1961), политичар
- Петар Недељковић (1882–1955), генерал
- Силвија Недељковић (1984), певачица
- Срећко Недељковић (1923–2011), шаховски мајстор
- Верица Недељковић (1929–2023), шаховски мајстор